# Bitwa pod Kachowką
Bitwa pod Kachowką – walki stoczone podczas wojny domowej w Rosji między 7 sierpnia a 28 października 1920 r. między jednostkami czerwonej 13 Armii a białym 2 korpusem wchodzącym w skład Armii Rosyjskiej gen. Wrangla. Czerwoni bronili w niej zajętego na prawym brzegu Dniepru przyczółka w pobliżu Kachowki, który miał być punktem wyjścia do dalszej ofensywy w kierunku Krymu i ostatecznego pokonania białych na froncie południowym. Szturm białych na przyczółek 14 października 1920 r. zakończył się klęską. 
Była to jedna z nielicznych bitew wojny domowej w Rosji o charakterze zbliżonym do pozycyjnych walk na froncie zachodnim I wojny światowej. Obie strony skierowały do niej najlepsze siły i sprzęt, jakimi dysponowały. 

## Tło wydarzeń
W toku kolejnych faz operacji północnokaukaskiej w lutym-marcu 1920 r. Armia Czerwona wyparła białe Siły Zbrojne Południa Rosji z Kaukazu Północnego i Kubania. W końcu marca 35 tys. białych żołnierzy na czele z dowódcą Sił Zbrojnych Południa Rosji gen. Antonem Denikinem na brytyjskich okrętach ewakuowała się z Noworosyjska na wciąż kontrolowany przez białych Krym. 4 kwietnia 1920 r. nowym dowódcą białych na froncie południowym został gen. Piotr Wrangel, a jego siły przemianowano na Armię Rosyjską. Zdając sobie sprawę z ogromnej przewagi czerwonych i nieuchronnej klęski, Wrangel mimo wszystko postanowił jeszcze w kwietniu 1920 r. podjąć działania zaczepne, wykorzystując zaangażowanie Armii Czerwonej w wojnę z Polską. W czerwcu 1920 r. Armia Rosyjska rozpoczęła operację północnotaurydzką, atakując z Krymu na północ i docierając do Aleksandrowska, Melitopola i Mariupola. Armia Czerwona, odnosząca w walkach z Polakami sukcesy i zbliżająca się do Warszawy, nie miała sił zdolnych szybko zneutralizować te sukcesy białych. 10 sierpnia 1920 r. Francja oficjalnie uznała, iż Wrangel de facto sprawował rządy na południu Rosji. W zamian biały dowódca obiecał po zwycięstwie nad bolszewikami spłacić długi carskiej Rosji, zwołać zgromadzenie narodowe i przeprowadzić reformę rolną. 
Sytuacja białych zmieniła się po zwycięstwie wojsk polskich w bitwie warszawskiej i odwrocie Armii Czerwonej z Polski. Wówczas celem bolszewików stało się z jednej strony zawarcie traktatu pokojowego z Polską, z drugiej zaś - rozbicie sił białych w północnej Taurydzie i na Krymie.

## Przebieg bitwy

### Utworzenie przyczółka kachowskiego
7 sierpnia 1920 r. jednostki 13 Armii, dowodzonej przez Roberta Ejdemana, przeprawiły się przez Dniepr w rejonie wsi Bolsza Kachowka (ob. miasto Kachowka). Zdobycie przez czerwonych przyczółka na lewym brzegu rzeki miało na celu zatrzymanie spodziewanego marszu białych z Krymu na Ukrainę Prawobrzeżną, a w dalszej perspektywie uniemożliwienie zgrupowaniu wojsk Wrangla, które wyszły z półwyspu, powrotu na Krym. Czerwoni zdobyli kilka przyczółków na lewym brzegu Dniepru, jednak tylko ten pod Kachowką został utrzymany. Do 12 sierpnia 52 dywizja strzelecka, 15 dywizja strzelecka oraz Dywizja Łotewska, a następnie również 51 dywizja strzelecka, przemieszczając się dalej na południe, osiągnęły linię Bolszaja Kopań-Bolszaja Majaczka-Lubimowka-Biełocerkowka. 51 dywizję, dowodzoną przez Wasilija Blüchera, uważano za najlepszą jednostkę w czerwonej 6 Armii. Z 51 dywizji wydzielono brygadę uderzeniowo-ogniową, do której wcielono najbardziej doświadczonych, zdyscyplinowanych i najlepiej zbudowanych żołnierzy. Na jej wyposażeniu znalazły się trzy czołgi (które ostatecznie nie wzięły jednak udziału w bitwie), dwa oddziały samochodów pancernych, dwa pułki piechoty (łącznie mniej niż 6 tys. żołnierzy), 200 karabinów maszynowych, bateria stacjonarnych miotaczy ognia, bateria sześciocalowych haubic, moździerze oraz oddział łączności. Pod kontrolą czerwonych pozostawały cztery przeprawy przez Dniepr.
W celu likwidacji przyczółka czerwonych na lewym brzegu Dniepru biali sprowadzili w rejon nadchodzącej bitwy swoje najlepsze siły, w tym 12 czołgów Mark V przekazanych Siłom Zbrojnym Południa Rosji przez Brytyjczyków w kwietniu 1919 r. Użycie czołgów w znacznym stopniu przyczyniło się do sukcesu białych w bitwie o Donbas w maju-czerwcu 1919 r., do zdobycia Carycyna 30 czerwca 1919 r. oraz do sukcesów ofensywy Sił Zbrojnych Południa Rosji wyprowadzonej z Krymu wiosną 1920 r.
Od 8 sierpnia na przyczółku trwały prace inżynieryjne, którymi kierował Dmitrij Karbyszew. Na przyczółku kachowskim Armia Czerwona po raz pierwszy podczas wojny domowej w Rosji prowadziła obronę pozycyjną z trzema liniami obrony. Pierwsza z nich, łącznej długości 55 km, składała się z samych okopów zabezpieczonych drutem kolczastym. Jej celem było jedynie powstrzymanie spodziewanego natarcia białych. Druga, główna linia o długości 30 km oprócz dwóch linii okopów i potrójnego drutu kolczastego posiadała gniazda karabinów maszynowych, schrony piechoty i punkty obserwacyjne artylerii. 

### Rozwój sytuacji na froncie południowym i przygotowania białych do bitwy
Rozmowy pokojowe między Polską i Radą Komisarzy Ludowych rozpoczęły się w Rydze 21 września 1920 r., jednak jeszcze przed ich sfinalizowaniem bolszewicy byli przekonani, że zakończą się podpisaniem traktatu pokojowego, a w związku z tym można bez obaw przerzucać dodatkowe siły na Front Południowy, złożony z 6 i 13 Armii oraz 2 Armii Konnej. 27 września jego dowódcą został mianowany Michaił Frunze, który polecił również 1 Armii Konnej Siemiona Budionnego dołączyć do sił Frontu. Przybycia Budionnego na lewy brzeg Dniepru spodziewano się w połowie października 1920 r. Bolszewicy zdołali ponadto ponownie porozumieć się z Nestorem Machną. Dowództwo Armii Rosyjskiej dowiedziało się o tych planach; Wrangel zrozumiał, że po takim przegrupowaniu czerwoni zyskają przygniatającą przewagę i nakazał przyspieszyć działania ofensywne. Utrzymywanie przez Armię Czerwoną przyczółka kachowskiego stanowiło potencjalne zagrożenie dla Perekopu i płytkowodnych zatok Sywaszu, kluczowych pozycji białych. Wrangel postanowił nie opuszczać terenów zajętych w toku operacji północnotaurydzkiej i nie przechodzić do obrony na samym tylko Krymie, by jego żołnierze nie zrozumieli, że sytuacja Armii Rosyjskiej była już w gruncie rzeczy beznadziejna i by nie wybuchła wśród nich panika.
8 października 1920 r., spodziewając się ataku białych czołgów, dowództwo czerwonych poleciło wykopanie rowów przeciwczołgowych, jednak prace te nie zostały wykonane do końca. Podejście do linii obrony zostało natomiast zaminowane, o czym zresztą zorientowali się zwiadowcy białych.
Siły białych pod Kachowką, 2 korpus pod dowództwem gen. Władimira Witkowskiego, liczyły 6700 żołnierzy, 12 czołgów, 14 samochodów opancerzonych, od 10 do 12 samolotów, 20 ciężkich dział i ok. 40 lekkich. Czerwoni dysponowali ok. 10500 żołnierzami, 250 karabinami maszynowymi, 70 działami, 12-15 samochodami opancerzonymi oraz 70 działami.
Spodziewając się ciężkich walk, Blücher polecił pozostawić na przyczółku jedynie ludzi i sprzęt, którzy byli bezpośrednio zaangażowani w walkę. Samoloty białych, przeprowadzając rozpoznanie, wzięły wycofywanie tyłów za całkowity odwrót czerwonych, a wzniecony przez nich pożar suchych traw nad Dnieprem - za palenie rzeczy niepotrzebnych podczas odwrotu. Na tej podstawie Wrangel błędnie uznał, że atak znacznie słabszymi siłami ma szanse powodzenia i polecił gen. Witkowskiemu przejście do natarcia. Biali przecenili swoje siły: nie wzięli pod uwagę zarówno faktu, że ich własne oddziały posiadały znacznie niższą zdolność bojową niż w poprzednich fazach wojny domowej, natomiast jednostki Armii Czerwonej stawały się coraz lepiej zorganizowane. 

### Przebieg bitwy 14 października 1920 r.

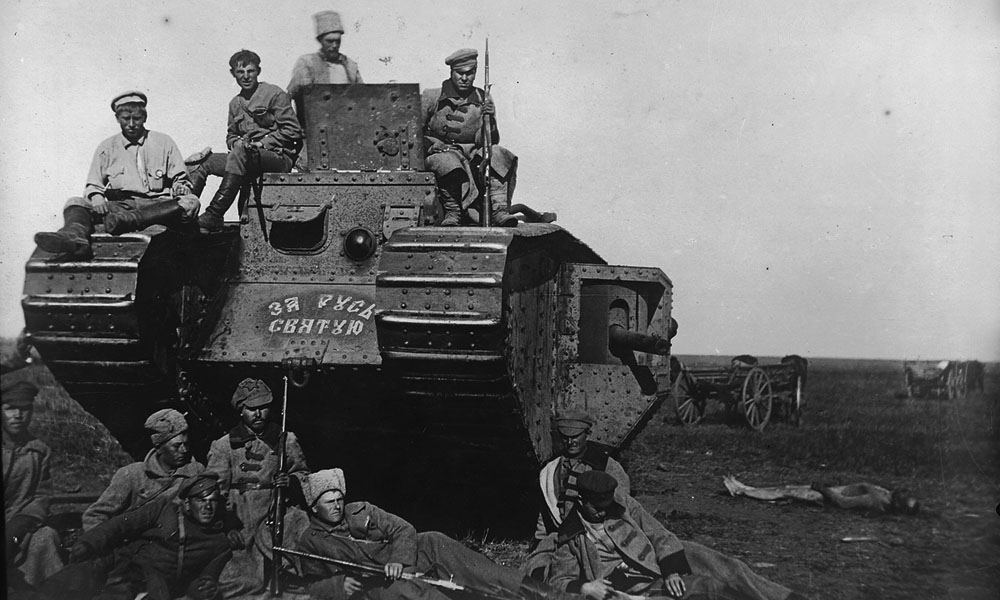
Żołnierze czerwonej 51 dywizji strzeleckiej przy zdobytym czołgu białych

14 października po przygotowaniu artyleryjskim biali rozpoczęli atak czołgowy na pozycje czerwonych. Czołgi bez problemu przekroczyły pierwszą linię okopów czerwonych, zerwana została łączność telefoniczna między jednostkami Armii Czerwonej, ale ogień czerwonej piechoty i karabinów maszynowych zmusił kawalerię i piechotę białych, idącą za czołgami, do zatrzymania się. Siły te nie podjęły nawet próby ataku na główną linię okopów. Lekka bateria konna białych w ciemności wpadła na zamaskowane miotacze ognia, a następnie w panice uciekła z pola bitwy. Niektóre czołgi, pozostawione bez wsparcia piechoty i kawalerii, bez powodzenia usiłowały dostać się na tyły czerwonych, inne poruszały się przed główną linią obrony, inne zawróciły. Jedynie cztery z dwunastu maszyn nie zostały zniszczone.   
O godz. 20 tego samego dnia sztab Wrangla zrozumiał, że natarcie białych zakończyło się całkowitą katastrofą. Biali popełnili zbyt wiele błędów - czołgi, artyleria i piechota nie koordynowały swoich działań, lotnictwo białych pojawiło się na miejscu zbyt późno, by odegrać jakąkolwiek rolę, ponadto natarcie czołgów rozpoczęto za wcześnie, jeszcze przed wschodem słońca. Powtórzenie natarcia na przyczółek kachowski było bezcelowe, gdyż korpus gen. Witkowskiego został zbyt poważnie osłabiony, a ponadto nie mógł już liczyć na wsparcie ze strony działającej na Prawobrzeżu 2 Armii gen. Dracenki. Co prawda 6 października 1920 r. przeszła ona na wysokości Chortycy przez Dniepr, odnosząc dzięki efektowi zaskoczenia pewne sukcesy, jednak 13 października poniosła klęskę w starciu ze świeżymi siłami czerwonych.

## Upamiętnienie bitwy
Bitwę pod Kachowką upamiętnia pomnik Legendarna Taczanka usytuowany na stepie na południe od zabudowy Kachowki, na miejscu, gdzie znajdowało się stanowisko dowodzenia Wasilija Blüchera. W latach 1957–2016 w Kachowce znajdowało się także popiersie Blüchera, usunięte w ramach ukraińskiej dekomunizacji po Euromajdanie. 
W filmie Trzej towarzysze z 1935 r. wykonywana jest Pieśń o Kachowce, w której bitwę wspomina się jako jeden z "etapów wielkiej drogi". W piosence wspomniana jest postać dziewczyny w płaszczu, idącej przez płonącą Kachowkę. W nawiązaniu do tych słów w 1955 r. w Kachowce wzniesiono gipsowy pomnik czerwonoarmistki, ku czci wszystkich kobiet walczących w wojnie domowej po stronie bolszewików. W 1983 r. zastąpiono go bardziej monumentalnym pomnikiem autorstwa Fridricha Sogojana. Pomnik powszechnie nazywany jest właśnie Dziewczyną w płaszczu. 
W Moskwie znajduje się stacja metra Kachowska oraz ulica Kachowka.